# Eubaphe eulathes
Eubaphe eulathes là một loài bướm đêm trong họ Geometridae.